# Erik Andersson i Västansjö
Erik Andersson (i riksdagen kallad Andersson i Västansjö), född 7 oktober 1801 i Stora Tuna socken, död 9 december 1859 i Stora Tuna socken, var en svensk riksdagsman i bondeståndet.
Andersson representerade Säters läns fögderi av Kopparbergs län vid riksdagarna 1840–1841, 1844–1845, 1850–1851 och 1856–1858.
Under 1840–1841 års riksdag var han suppleant i lagutskottet, suppleant för val av tryckfrihetskommitterade och ledamot i förstärkta statsutskottet. Vid den urtima riksdagen 1844–1845 var han ledamot i expeditionsutskottet och i förstärkta statsutskottet. Riksdagen år 1847–1848 var han ledamot i allmänna besvärs- och ekonomiutskottet och i opinionsnämnden. Under 1850–1851 årens riksdag var Andersson ledamot i expeditionsutskottet, statsrevisor och ledamot i förstärkta statsutskottet. Vid sin sista riksdag 1856–1858 var han elektor för bondeståndets utskottsval, ledamot i bevillningsutskottet och i förstärkta lagutskottet samt suppleant i lagutskottet.